# Моніка Ламперт
Моніка Ламперт (угор. Lamperth Mónika, нар. 5 вересня 1957 у Бачбокоде) — угорська політична діячка, міністр внутрішніх справ Угорщини з 2002 по 2007 роки, з 2007 по 2008 роки займала пост міністра праці і соціальної політики.

## Біографія
Закінчила Печский університет у 1981 році за спеціальністю «Право». Член комсомолу з 1971 по 1987 роки, працювала у раді Капошвара. З 1987 по 1989 роки входила до Угорської соціалістичної робітничої партії, при зміні режиму трансформованій в Угорську соціалістичну партію.
Член Парламенту Угорщини з 1994 року. Міністр внутрішній справ Угорщини з 2002 по 2006 роки, відтак протягом року (2006—2007) міністр місцевого самоврядування і розвитку території, з 2007 по 2008 роки міністр праці та соціальної політики. З літа 2008 року очолює Фонд Михая Танчича при Угорській соціалістичній партії.

## Особисте життя
Вона одружена з доктором Андрашем Джегесі. У них є дочка Віра і син Андраш.